# Chris Beck
Chris Beck (* um 1980 in Philadelphia) ist ein US-amerikanischer Jazzmusiker (Schlagzeug, Komposition) des Modern Jazz.

## Leben und Wirken
Beck stammt aus einer musikalischen Familie; sein Großvater war der Gospelmusiker und Prediger Elder Charles Beck (≈1900–1972); sein Vater  Tony Beck ist Musikproduzent von Gospelmusik. Er studierte an der Temple University, mit deren Studenten-Jazzband auch 2003 erste Aufnahmen entstanden (Mean What You Say). In der Jazzszene seiner Heimatstadt spielte er mit Robert „Bootsie“ Barnes, Sid Simmons, Larry McKenna, Stanley Wilson, Terell Stafford und Tim Warfield. 2006 zog er nach New York und studierte an der Mason Gross School of the Arts der Rutgers University, an der er Unterricht bei Victor Lewis hatte. 2010 schloss er sein Studium mit dem Master in Music ab. Seitdem arbeitete er in der dortigen Jazzszene u. a. mit Mike Boone (Yeah, I Said It..., 2006), dem Oliver Lake Organ Quartet (What I Heard, 2013), B.J. Jansen und im Trio von Cyrus Chestnut (Kaleidoscope, 2018, mit Eric Wheeler), Mulgrew Miller, Rufus Reid, Charles Fambrough, David Murray, Nicholas Payton, Mark Whitfield, Ed Cherry und Wycliffe Gordon.
2018 legte Beck sein Debütalbum The Journey, das sein Mentor, der Schlagzeuger Michael Carvin, produziert hatte. Mitwirkende an dieser „Hommage an den klassischen Straight-ahead-Stil des Jazz, mit Elementen seiner afrikanischen Wurzeln und des Gospel“ waren Terell Stafford, Stacy Dillard, Anthony Wonsey und Eric Wheeler. Im Bereich des Jazz war er zwischen 2003 und 2018 an acht Aufnahmesessions beteiligt.
Der Musikkritiker Bill Milkowski zählt Chrick Beck zu den zwölf Jazzmusikern, die „man 2019 im Auge behalten“ sollte; Beck „spielt mit wahrer Emotion, Sensibilität und Kraft. Und seine kompositorischen Fähigkeiten machen ihn zu einem seltenen Mitglied unter den Schlagzeugern.“